# Аккольський сільський округ (Зерендинський район)
Акко́льський сільський округ (каз. Ақкөл ауылдық округі, рос. Аккольский сельский округ) — адміністративна одиниця у складі Зерендинського району Акмолинської області Казахстану. Адміністративний центр — село Акколь.
Населення — 2154 особи (2021; 2497 у 2009, 2746 у 1999, 3421 у 1989).
Станом на 1989 рік існували Аккольська сільська рада (села Акколь, Івановка) та Молодіжна сільська рада (села Казахстан, Молодіжне, Туполевка) колишнього Кокчетавського району. До 2009 року існували Аккольський сільський округ (села Акколь, Івановка, Казахстан) та Самарбайський сільський округ (села Молодіжне, Туполевка).

## Склад
До складу округу входять такі населені пункти:
| Населений пункт          | Населення, осіб (1989) | Населення, осіб (1999) | Населення, осіб (2009) | Населення, осіб (2021) |
| ------------------------ | ---------------------- | ---------------------- | ---------------------- | ---------------------- |
| Акколь, село             | 1410                   | 1121                   | 1140                   | 1163                   |
| Івановка, село           | 294                    | 338                    | 244                    | 233                    |
| Казахстан, село          | 238                    | 245                    | 214                    | 148                    |
| Молодіжне, село          | 1160                   | 860                    | 806                    | 584                    |
| -- Самарбайський лісгосп | -                      | -                      | -                      | 7                      |
| Туполевка, село          | 319                    | 182                    | 93                     | 19                     |